# Pál Ányos
Pál Ányos (n.8 decembrie 1756, Nagyesztergár-d. 5 septembrie 1784, Veszprém) a fost un scriitor, poet și călugăr paulit maghiar, descendent al unei străvechi familii nobiliare.